# سوئیت کالیفرنیا (فیلم)
سوئیت کالیفرنیا (انگلیسی: California Suite) فیلمی آمریکایی در سبک درام، رمانتیک، و کمدی به کارگردانی هربرت راس است که در سال ۱۹۷۸ منتشر شد.

## بازیگران
- مگی اسمیت
- آلن آلدا
- جین فوندا
- والتر ماتائو
- بیل کازبی
- ریچارد پریور
- الین می
- مایکل کین
- هرب ادلمن
- جیمز کابرن
- لوپه اونتیوروس